# Ford Model A (1903)
С 1927 по 1931 год выпускалась вторая, более известная модель «Форд» с индексом А.
Ford Model A (русск. Форд Модель Эй) был первым автомобилем Ford Motor Company, начавшей производство в 1903 году. 23 июля 1903 года доктор Эрнст Пфеннинг (Dr. Ernst Pfenning) из Чикаго, штат Иллинойс, стал первым владельцем модели А. С 1903 по 1904 годы было сделано 1750 автомобилей. В 1904 году Model А была заменена на Ford Model C.
Автомобиль представлял собой двухместную коляску или четырёхместную модель с возможностью накрывать верх. Силовая установка выдавала 8 л. с. (6 кВт), на машине стояла 3-ступенчатая планетарная передача, вес автомобиля был 1240 фунтов (562 кг) и он мог развивать скорость в 45 миль/ч (72 км/ч). Ширина колесной базы — 1,8 м, продавался автомобиль за цену 750 долл. США (что эквивалентно 17,9 тыс. долларов нашего времени).
Компания израсходовала почти весь первоначальный капитал, состоявший из инвестиций в размере 28 000 долларов, предоставленных Генри Фордом и 11 другими инвесторами (эквивалентно 669 000 долларов в сегодняшних ценах). К моменту продажи первой Ford Model A на счёте компании оставалось всего 223 доллара 65 центов (примерно 5 350 долларов с учётом инфляции). Успех этой модели стал поворотным моментом, который обеспечил прибыль Ford Motor Company и положил основу её дальнейшему развитию.
Несмотря на то, что Ford позиционировал Model A как «самый надёжный автомобиль в мире», она страдала от ряда типичных для своего времени проблем, включая перегрев двигателя и проскальзывание передач. Кроме того, Model A изначально предлагалась только в красном заводском цвете, хотя впоследствии некоторые экземпляры были перекрашены в другие оттенки.

## Модель АС
Некоторые машины Model А 1904 года оснащались более крупным и мощным двигателем от поздней Model С и продавались как Model АС (русск. ЭйСи).